# 团城演武厅
39°59′6.72″N 116°12′15.84″E / 39.9852000°N 116.2044000°E
团城演武厅，又名健锐营演武厅，位于位于中华人民共和国北京市海淀区香山公园东南1公里处，是清代健锐营的练兵场所，也是北京市现存唯一一处清代武备阅兵建筑群。2006年，健锐营演武厅被列为全国重点文物保护单位。团城演武厅由北京市文物局直属单位北京市团城演武厅管理处管理。

## 历史
清朝乾隆十三年（1748年），清军在平定大小金川叛乱时受制于当地的碉楼，为此清高宗挑选八旗精锐组建了健锐营，并为该营在香山建造了一座演兵场，同时仿制金川碉楼用以演练战术:222。团城演武厅即在此时建造完成。由于所训练部队为健锐营，故团城演武厅亦称为健锐营演武厅:872。在平定大小金川后，清高宗为了纪念胜利而在团城南侧修建了实胜寺，而团城演武厅一直保持军事用途至清末。中华民国时期，该地被清华大学农作物实验场所占据。中华人民共和国成立后，团城及其附属建筑被北京市农场局巨山农场所占:223。1979年，团城演武厅被列为北京市文物保护单位:138。1988年4月29日，经北京市人民政府批准，北京市文物局接管了团城及其附属建筑，并于当年6月成立了下属的团城演武厅管理处。同年团城演武厅得以维修:224。1991年10月，团城演武厅经修缮后对外试开放，并于1992年正式对外开放。2003年，团城演武厅在修缮完成后重新对外开放:138。2006年，团城演武厅以“健锐营演武厅”之名被列为全国重点文物保护单位。

## 结构

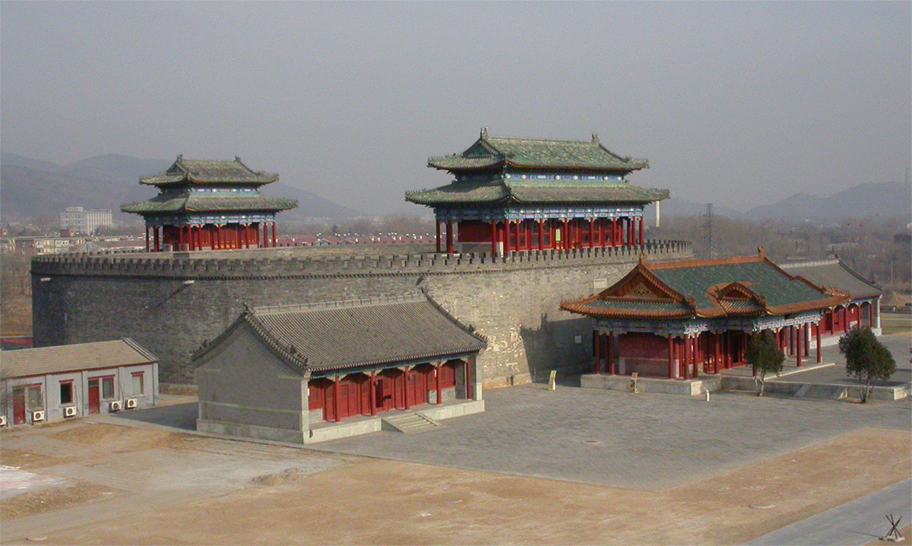
团城演武厅远景

团城演武厅位于中华人民共和国北京市海淀区香山公园东南1公里，是北京仅存的清代武备阅兵建筑群。团城演武厅可分为团城、演武厅、门楼和碑亭四个部分。其中团城呈椭圆形，东西长50.2米，南北长40米，高10米，墙厚5米。南北城门门额均为乾隆御笔题写，其中南门为“威宣壁垒”，北门为“志喻金汤”。南北城门上方各建有一座城楼，南城楼面阔5间，北城楼面阔3间，均为重檐歇山顶。北侧城楼内有一块乾隆御笔《实胜寺后记》碑。城内原有东西直房，现仅余空地，东西两侧各有一条马道直达墙顶，城墙上砌有箭垛。团城的南城门外楼为演武厅，该厅坐北朝南，面阔5间，屋顶为歇山顶，上铺绿琉璃瓦，边缘为黄色琉璃瓦。该厅南侧出轩3间，北侧出厦3间，四周建有回廊。该厅南侧建有月台，月台南侧为战地300余亩的演兵场。演兵场西侧有一座门楼，宽24米，高11米，里面呈梯形，是演练云梯战术的建筑。在演兵场西南角为实胜寺碑亭，内有一块5.7米高的乾隆御笔《实胜寺碑记》碑。:872:138:223